# Hadis

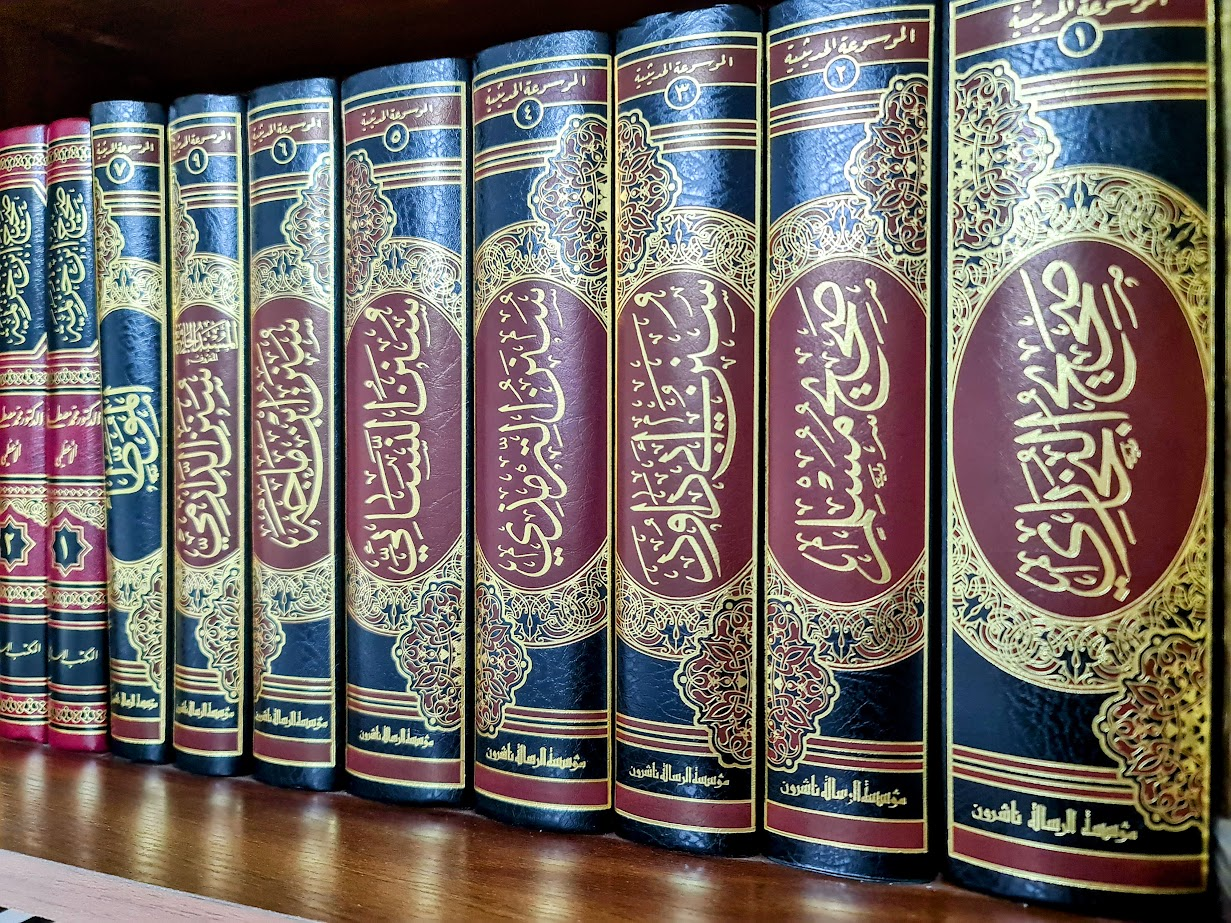
Zbiór hadisów sunnickich

Hadis (arab. الحديث al-hadith, w liczbie mnogiej أحاديث ahadith) – zapis tradycji dotyczącej czynów lub wypowiedzi Mahometa. Hadisy łącznie tworzą sunnę, najważniejsze po Koranie źródło muzułmańskiej moralności i prawa.
Początkowo były one przekazywane ustnie poprzez łańcuch przekazicieli. Według tradycyjnego poglądu uczonych muzułmańskich przyczyniło się to do powstania wielu fałszywych hadisów, które miały wspierać interesy poszczególnych grup i w ok. 200 lat po śmierci proroka było ich już około 200 tys. Uczeni arabscy przystąpili więc do wnikliwego badania tych przekazów, sprawdzając łańcuch przekazicieli każdego hadisu. Na podstawie owych badań stworzyli zbiory hadisów uznawanych za autentyczne.

## Typy hadisów

### Ze względu na zawartość
- kudsi (ﻗﺪﺳﻲ) – objawienia od Allaha wyrażone słowami Mahometa (w przeciwieństwie do Koranu, który jest uznawany za własne słowa Allaha)
- kaul (قول) – słowa Mahometa
- fi'l (فعل) – czyny Mahometa
- takrir (تقرير) – rzeczy zaaprobowane przez Mahometa i inne

### Ze względu na autentyczność
Kryterium autentyczności hadisów jest isnad – łańcuch tradentów, osób przekazujących dany hadis drogą ustną.
- sahih – prawdziwy – przekazany przez wiele osób godnych zaufania w tej samej postaci
- hasan – dobry – przekazany przez osoby nie budzące zastrzeżeń pod względem religijnym
- da'if – słaby – np. może mieć „niekompletny” isnad, czyli może zachodzić wątpliwość, czy osoby podane w isnadzie mogły się rzeczywiście spotkać i przekazać sobie dany hadis.
- maudu' – sfałszowany – przeczy innym wypowiedziom Proroka, lub przekazany przez osobę uznawaną za kłamcę.

Ponadto nauka zajmująca się ustalaniem autentyczności hadisów posługuje się pojęciem abrogacji (nasch), czyli zastąpienia jednego hadisu – abrogowanego (mansuch) przez drugi, późniejszy – abrogujący (nasich) – jest to coś w rodzaju nowelizacji przepisu. Zjawisko abrogacji występuje również w Koranie: jeden werset jest anulowany przez drugi, później objawiony i zmieniający wolę Boga.
Klasyfikacja ze względu na stan isnadu jest bogatsza, jest więcej klas hadisów, i różnią się u różnych autorów. Tradenci również są poklasyfikowani, np. Ibn Abi Hatim ar-Razi (zm. 939) rozróżnia następujących tradentów: sika-godny zaufania, mutkin-skrupulatny, sabt-solidny, hudżdża-autorytet, adl hafiz-dobra pamięć, dabit-pewny, saduk-prawdomówny, mahall as-sidk-skłonny do prawdomówności, la bas bihi-niczego sobie. Jednym z podręczników na temat klasyfikacji hadisów, wraz z wykazem tradentów jest „Kitab at-tabakat al-kabir” Ibn Sa'da (zm. 845).
Istnieją też hadisy odwołujące się do towarzyszy Proroka – mają one jednak mniejsze znaczenie i poważanie we wspólnocie.

## Szyickie i sunnickie tradycje tekstowe
Szyickie i sunnickie kolekcje hadisów różnią się między sobą, ze względu na różne tradycje pośród uczonych obu szkół odnośnie do prawdziwości i rzetelności narratorów i przekazicieli hadisów. Narratorzy hadisów którzy przyjęli stronę Abu Bakra i Umara zamiast Alego w sporze o sukcesję po śmierci proroka Mahometa, nie są uznawani przez szyitów; narracje uźródłowione od Alego, rodziny proroka Mahometa (Fatimy, Hasana i Husajna) i ich stronników, są preferowane. Uczeni sunnicy preferują hadisy towarzyszy proroka Mahometa, jak Abu Bakr, Umar czy A'isza. Różnice w uznawaniu hadisów doprowadziły do podziałów i różnicy między szkołami islamu, prawa szariatu, modlitwy i umocniły linię podziału między obydwiema tradycjami.

### Sunnici
W tradycji sunnickiej, uznaje się sześć ksiąg-zbiorów hadisów: Kutub al-Sittah (الكتب الست), czasami zwane Al-Sihah al-Sittah („Autentyczna Szóstka”). Wszystkie zostały spisane w XI/XII wieku przez sunnickiego uczonego Ibn Tahira z Cezarei.
Największym autorytetem wśród sunnitów otaczane są zbiory o tytule „Sahih” autorstwa Al-Buchariego (zawiera 1762 hadisy) i Muslima oraz zbiory o tytule „Sunan autorstwa At-Tirmiziego, An-Nasa'iego, Sidżistaniego i Ibn Madży.

### Szyici
W tradycji szyickiej, uznaje się cztery księgi-zbiory hadisów Al-Kutub Al-Arbʿah' (الكتب الاربعة), zwane „Czterema Księgami”: 
- Kitab al-Kafi, autor: Muhammad ibn Jakub al-Kulajni;
- Man la yahduruhu al-Faqih, autor Ibn Babawajh;
- Tahdhib al-Ahkam;
- Al-Istibsar.

Dwa ostatnie zbiory są autorstwa Szejka Tusiego.

## Wybrane hadisy
- Nie chodź zbyt często w gości, a będą cię kochać.
- Miłość do przedmiotów sprawia, że tracisz słuch i wzrok.
- Wybaczajcie potknięcia ludziom obdarzonym cnotami.
- Nigdy nie skąp dobroci, choćby to był zwykły uśmiech na twojej twarzy.
- Człowiek rzeczywiście prawdomówny nie musi przysięgać.
- Serce pozbawione mądrości jest podobne do zrujnowanego domu.
- Nic nie jest potężniejsze od wiedzy; królowie władają ludźmi, lecz uczeni są władcami królów.
- Atrament uczonego jest cenniejszy od krwi mudżahedina.
- Poszukujcie wiedzy, choćby w Chinach.

Zdarzają się także dłuższe hadisy niż powyżej przedstawione. Opisują one najczęściej wydarzenia z życia proroka Mahometa.